# لوران رکودرک
 لوران رکودرک (انگلیسی: Laurent Recouderc؛ زادهٔ ۱۰ ژوئیهٔ ۱۹۸۴) یک تنیس‌باز اهل فرانسه است.